# Де Круиф, Теун
Teun de Kruif —Теун де Круиф (родился 3 сентября 1993 года), более известный как Tantu Beats, - голландский музыкальный продюсер и диджей. В основном он известен своей работой с Йостом Кляйном. Помимо работы с другими артистами, он также сам продюсирует и продает отдельные биты. Де Круиф также выступил сопродюсером песни Кляйна "Europapa", которая представляла Нидерланды на конкурсе песни "Евровидение-2024". 